# Joan Soler i Buscallà
Joan Soler i Buscallà (Olvan, Berguedà, 1835 - Barcelona, 9 de novembre de 1895) fou un metge català.

## Biografia
Va cursar Medicina a Barcelona i es llicencià el 1860 i doctorà a l'any següent. Des de 1872 treballà per l'Hospital de la Santa Creu com a metge forense i fou pioner en dermatologia. Membre de l'Acadèmia de Medicina i membre fundador Acadèmia de Ciències Mèdiques, al costat del Doctor Robert, entre d'altres.
Com a wagnerià, va formar part de la delegació catalana del Patronatverein de Bayreuth, delegació presidida i representada per Joaquim Marsillach; aquest Patronat del Festival de Bayreuth havia estat creat per Richard Wagner per a sufragar el cost de l'estrena de Parsifal.
Es va casar amb Dolors Juliá i Inès, natural de Barcelona. Fill seu va ser Joan Soler i Julià, metge i directiu del Futbol Club Barcelona.